# Karibové

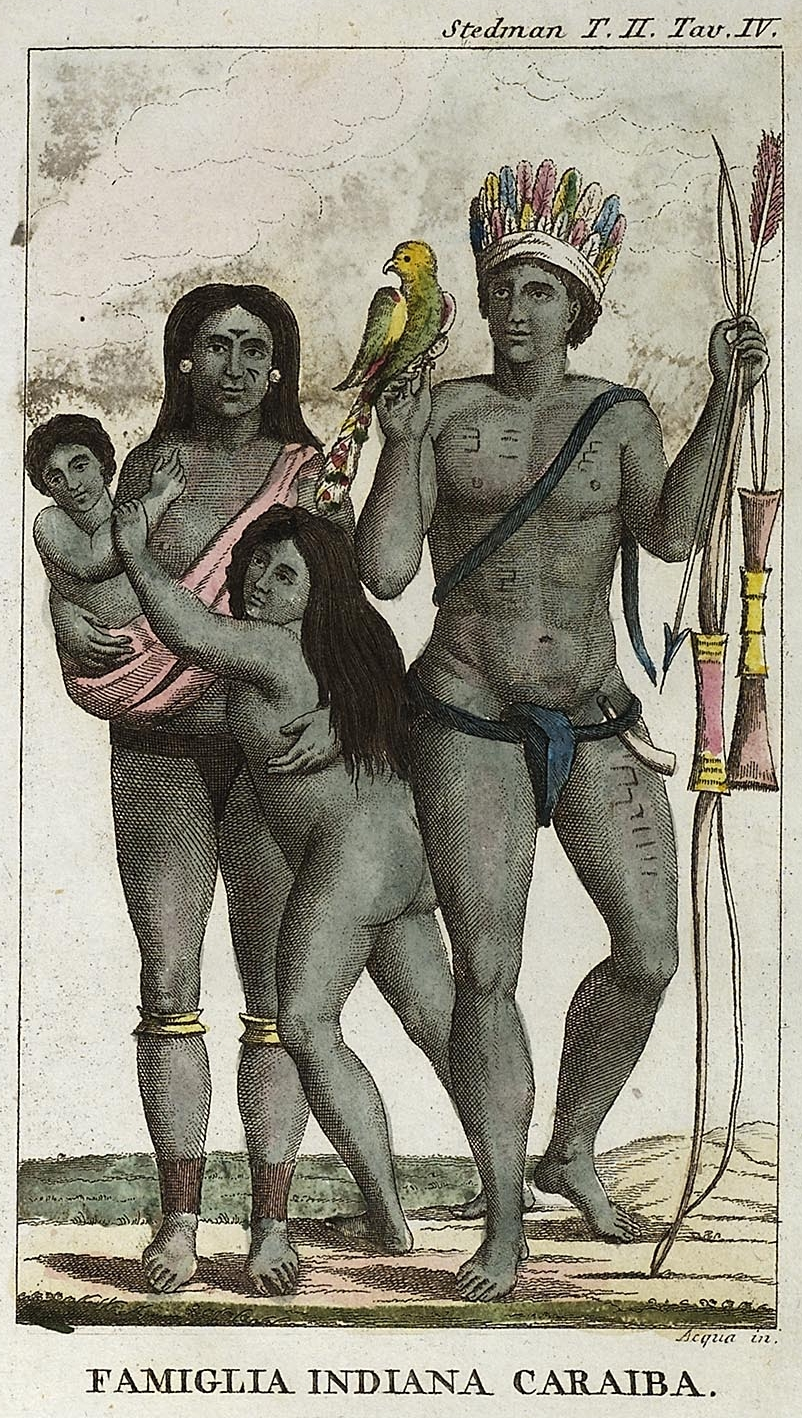
Karibská rodina

Karibové je společný název pro skupinu indiánských etnik, hovořících příbuznými jazyky. Do obecného povědomí se dostali zejména díky kanibalismu, který byl rozšířen u některých karibských kmenů.

## Rozšíření
Žijí na Antilách a jinde v karibské oblasti, na pobřeží Střední Ameriky a v severní části Jižní Ameriky, zde především v povodí Orinoka a přilehlé oblasti savan severně od toku Amazonky. Karibové tvoří celou řadu samostatných etnických skupin, hovořících vzájemně příbuznými jazyky, patřícími do karibské jazykové rodiny. Jsou to např. Taulipangové (Pemon), Makušiové, Makiritariové, Akawojové, Wajanové, vlastní Karibové a další. V současnosti dosahuje počet osob, hovořících karibskými jazyky, asi 200 000 lidí.

## Způsob života
Karibové obývali především pobřeží, oblast savan a Guyanskou vysočinu, tedy oblasti, kde se příliš nedařilo tropickému zemědělství. Živili se proto hlavně rybolovem a sběrem planě rostoucích rostlin; zemědělství a lov měly menší význam. Byli zruční košíkáři a tkalci, u některých skupin se rozvinulo také hrnčířství. Prosluli i jako výrobci lodí. Kromě dlabaných pirog zhotovovali také kánoe z kůry, podobně jako severoameričtí indiáni. Muži i ženy nosili většinou pouze bederní zástěrky, později často zdobené korálky. Typické pro ně byly pásky z lýka a rostlinných vláken, které nosili pevně utažené na lýtkách a pažích. Vlasy nosila obě pohlaví dlouhé, nad čelem zastřižené do ofiny. Příslušníci některých skupin nosili na čele chumáč peří z krku kondora královského, nebo čelenku zdobenou jeho peřím. Tento pták byl pro ně posvátný.

## Společenský systém
Společnost Karibů byla obvykle málo hierarchizovaná. Náčelníci měli svou moc propůjčenou zpravidla pouze po dobu válečných výprav. Byli obávanými válečníky, po moři i řekách podnikali nájezdy na sousední skupiny, hlavně Aravaky a Warray. Muže nepřátel usmrtili a často i snědli, ženy odvedli do otroctví. Jejich oblíbenou zbraní byly palice z tvrdého dřeva, které měly často po obvodu ostrá žebra. Kanibalismus byl doložen u mnoha karibských skupin. Samo slovo kanibal vzniklo z názvu jedné ze skupin ostrovních Karibů, Calino, případně z obecného pojmenování Karibales, a z toho následně dnešní slovo kanibal.

## Historie
Původ Karibů lze vystopovat v oblasti Guyanské vysočiny a savan (llanos) severovýchodní Brazílie a jižní Venezuely, odkud někdy v 1. tisíciletí n. l. postupovali severním směrem na pobřeží, odkud pak osídlili i Malé Antily. Na ostrovech většinou vymřeli již v 16. až 17. století – dílem byli vybiti conquistadory, ale většinou vyhynuli na zavlečené choroby. Zčásti se také smísili s černochy, čímž vznikli míšenci (zambové), označovaní jako Garifové. Ti dodnes žijí na mnohých antilských ostrovech i na pobřeží Střední Ameriky (Kostarika, Panama). Malé zbytky antilských Karibů přežily pouze na ostrově Dominika. Větší počet karibských skupin dosud přežívá ve Venezuele, Kolumbii, Surinamu, Francouzské Guyaně a Brazílii. Někteří splynuli s ostatním obyvatelstvem, ale jiní si uchovávají svůj tradiční způsob života.
Z karibských jazyků pronikla do evropských jazyků včetně češtiny např. slova kanibal nebo tamarín.